# 孔令人
孔令人（1946年—），台湾台南人，汉族，中华人民共和国政治人物、第十一届全国人民代表大会广东地区代表。
毕业于北京大学数学力学系数学专业。加入台盟。担任台盟广东省副主委。2008年起担任全国人大代表。